# Lago Oberblegisee
O Lago Oberblegisee é um lago localizado no cantão de Glarus, Suíça. Este lago está localizado a uma altitude de 1422 m, próximo ao município de Luchsingen. A sua superfície é de 0,17 km².